# Wissadula cuspidata
Wissadula cuspidata là một loài thực vật có hoa trong họ Cẩm quỳ. Loài này được (R.E. Fr.) Bovini mô tả khoa học đầu tiên năm 2009.